# Калининская линия
Кали́нинская линия (в проекте — Краснопре́сненско-Первома́йская; также Рого́жский радиус и Кали́нинский радиус) — восьмая линия Московского метрополитена. Связывает центр города с его восточными районами.
Первый участок «Марксистская» — «Новогиреево» открыт 30 декабря 1979 года. Получила своё название по наименованию существовавшего тогда Калининского района Москвы. Сегодня в состав линии входят 8 станций, её длина составляет 16,3 км, среднее время поездки — 22 мин. Участок «Третьяковская» — «Шоссе Энтузиастов» — глубокого заложения, «Перово» — «Новокосино» — мелкого. Линия соединяет с центром восточные районы города, а также с городом Реутовым Московской области (в него ведут выходы со станции «Новокосино»). На схемах обозначается жёлтым цветом и числом  .
Среднесуточный пассажиропоток линии в 2011 году составлял 337 тысяч человек. В часы пик средняя загруженность вагонов составляет 6,5 человека на квадратный метр — это второй показатель в Московском метрополитене после Таганско-Краснопресненской линии.
Калининская линия не имеет беспересадочного сообщения с открытой в 2014 году Солнцевской линией, которая на схемах отображается таким же жёлтым цветом и числом  , однако проект соединения обеих линий в единую Калининско-Солнцевскую линию существует не первое десятилетие и является дальней перспективой развития (решение о соединении ещё не принято); правительство Москвы неоднократно объявляло, что к вопросу соединения вернутся после завершения работ на Большой кольцевой линии; при этом проект не предусмотрен утверждённой программой строительства, однако 26 декабря 2023 года правительство Москвы объявило о поиске технологий для соединения двух линий. Вместе с этим институт Генплана Москвы предполагал, что в случае отсутствия официального отказа от проекта соединения он мог остаться нереализованным в пользу появления МЦД-5, однако впоследствии власти Москвы отказались от МЦД-5.
Линия по состоянию на 2025 год — один из лидеров по средней скорости движения поездов (47,8 км/ч).

## История

### Планы
Прокладка Калининского радиуса, который первоначально предполагалось назвать Рогожским, планировалась изначально, но в число приоритетных не входила. Его планировалось соединить с Краснопресненским радиусом. Рогожский радиус появлялся в планах 1932 и 1938 годов: в целом он не сильно менял свою трассировку.
Вновь Калининский радиус появляется в проектах в 1957 году. Он должен был начинаться от станции «Таганская» и заканчиваться в Новогирееве. По одному из проектов того времени планировалось соединить Калининский и Рижский радиусы, а также дотянуть радиус до Реутова.
В 1965 году стали проектировать Калининско-Краснопресненский диаметр, который должен был проходить через Арбатский радиус глубокого заложения к станции метро «Новокузнецкой» и в Новогиреево. Позже было решено отказаться от соединения этих радиусов.

### Реализация

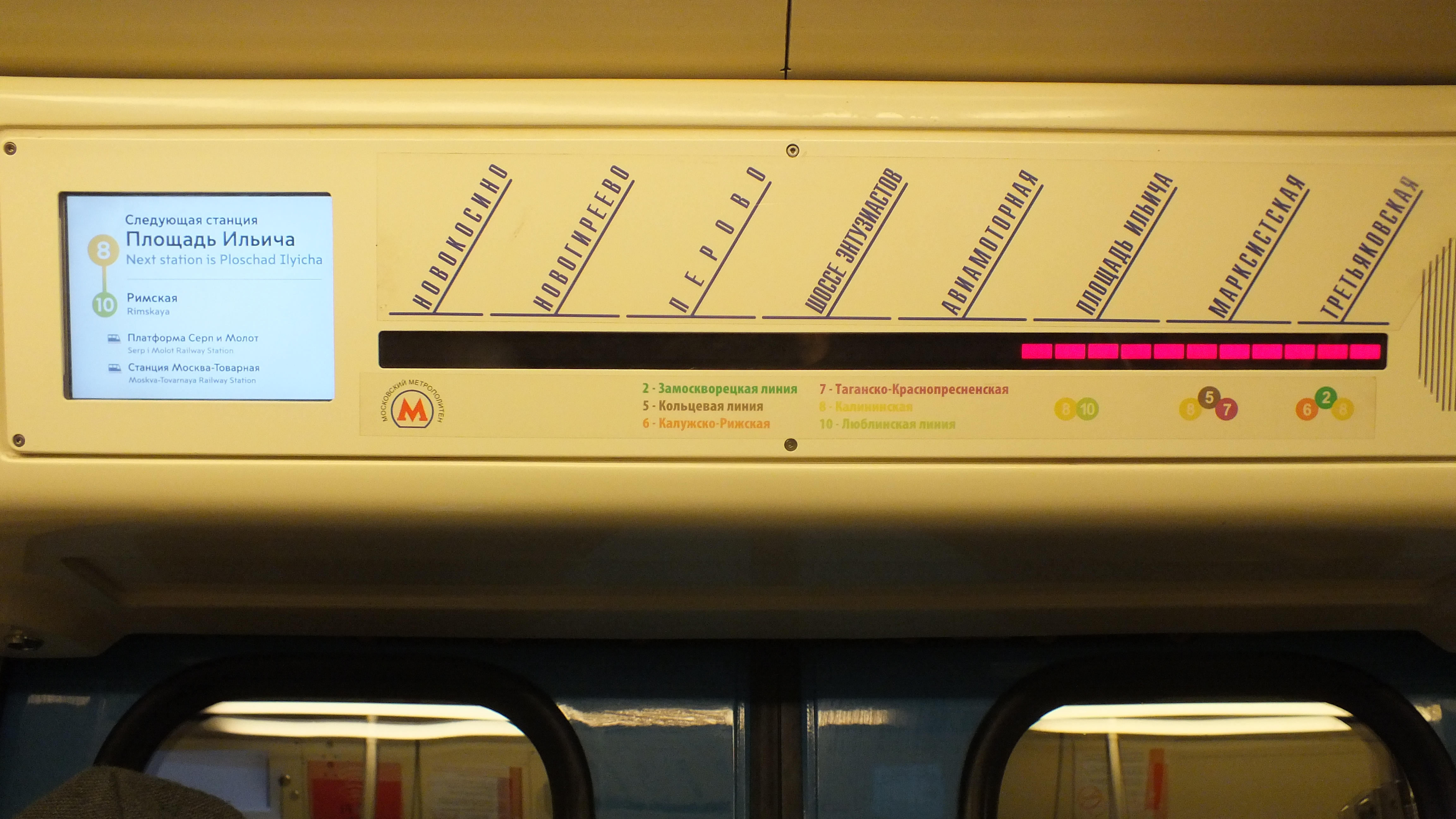
Схема линии в вагоне метро типа 81-760/761 «Ока»

Первый участок Калининской линии строился в 1975—1979 годах, к московской Олимпиаде 1980 года. Протяжённость этого участка составляла 12,2 км, на нём имелось 6 станций: «Марксистская» (с переходами на станции «Таганская» Кольцевой и Ждановско-Краснопресненской линий), «Площадь Ильича», «Авиамоторная», «Шоссе Энтузиастов», «Перово» и «Новогиреево». 16 декабря 1979 года по участку впервые прошёл пробный поезд с пассажирами-метростроевцами. 30 декабря 1979 года, в канун Нового года, участок был сдан в постоянную эксплуатацию; расчётное время поездки по новому радиусу метрополитена составляло тогда 14 минут. Линия прошла по территории четырёх районов столицы (Пролетарского, Ждановского, Калининского и Перовского), получив своё название по наименованию Калининского района (последний, в свою очередь, был назван в честь советского политического деятеля М. И. Калинина).
В 1986 году открыт участок «Марксистская» — «Третьяковская» длиной 1,7 км. С 1960-ых до 1989 года планировалось построить станцию метро у платформы «Реутово» и станцию между уже существующими «Перово» и «Шоссе Энтузиастов», которая должна была быть построена на месте пересечения Перовской улицы, Зелёного проспекта и улицы Плеханова, но эти планы реализованы не были.
В 2012 году был открыт участок «Новогиреево» — «Новокосино» длиной 3,23 км.

## Перспективы
В 2009 году появилась идея продлить линию от станции «Новокосино» в Кожухово, однако проект был признан нецелесообразным. Планировалось сооружение станций «Николо-Архангельская», «Святоозёрская», «Косино-Ухтомская» и «Руднёво». В 2019 году в этот район была проложена Некрасовская линия.

### Объединение с Солнцевской линией
В отдалённой перспективе планировалось построить участок «Деловой центр» — «Третьяковская» с тремя станциями. Таким образом, Солнцевский и Калининский радиус должны были объединить в одну линию. Но 13 марта 2019 года Сергей Собянин в интервью телеканалу «ТВ Центр» заявил, что объединение больше не планируется, однако к этому вопросу вернутся в 2023 году после замыкания Большой кольцевой линии, так как объединение заложено в генеральный план Москвы, но в то же время не предусмотрено утверждённой программой строительства. Несмотря на это, 26 декабря 2023 года правительство Москвы объявило о поиске технологий для соединения двух линий.

## Станции
|       | Название станции Прежние названия | Дата открытия   | Пере- садки | Глубина, м | Тип конструкции                            | Координаты                      | Вид станции |
| ----- | --------------------------------- | --------------- | ----------- | ---------- | ------------------------------------------ | ------------------------------- | ----------- |
| @8 18 | «Третьяковская»                   | 25 января 1986  | 02 06       | −46        | пилонная глубокого заложения трёхсводчатая | 55°44′28″ с. ш. 37°37′39″ в. д. |             |
| @8 19 | «Марксистская»                    | 30 декабря 1979 | 05 07       | −60        | колонная глубокого заложения трёхсводчатая | 55°44′28″ с. ш. 37°39′15″ в. д. |             |
| @8 20 | «Площадь Ильича»                  | 30 декабря 1979 | 10 D2 D4    | −46        | пилонная глубокого заложения трёхсводчатая | 55°44′50″ с. ш. 37°40′57″ в. д. |             |
| @8 21 | «Авиамоторная»                    | 30 декабря 1979 | 11 D3       | −53        | колонная глубокого заложения трёхсводчатая | 55°45′09″ с. ш. 37°43′09″ в. д. |             |
| @8 22 | «Шоссе Энтузиастов»               | 30 декабря 1979 | 14          | −53        | пилонная глубокого заложения трёхсводчатая | 55°45′27″ с. ш. 37°45′00″ в. д. |             |
| @8 23 | «Перово»                          | 30 декабря 1979 |             | −9         | односводчатая мелкого заложения            | 55°45′04″ с. ш. 37°47′12″ в. д. |             |
| @8 24 | «Новогиреево»                     | 30 декабря 1979 | D4          | −9         | колонная мелкого заложения трёхпролётная   | 55°45′06″ с. ш. 37°49′00″ в. д. |             |
| @8 25 | «Новокосино»                      | 30 августа 2012 | D4          | −9         | односводчатая мелкого заложения            | 55°44′42″ с. ш. 37°51′50″ в. д. |             |

## Депо и подвижной состав
| Электродепо           | Период                |
| --------------------- | --------------------- |
| ТЧ-12 «Новогиреево»   | 1979—1985 с 1989 года |
| ТЧ-4 «Красная Пресня» | 1985—1989             |

В период с 1985 по 1989 годы электродепо ТЧ-12 «Новогиреево» использовалось как оборотное депо для ТЧ-4 «Красная Пресня», которое обслуживало линию в тот момент.

### Количество вагонов в поезде
| Количество | Период      |
| ---------- | ----------- |
| 6          | 1979—1992   |
| 7          | 1992—2009   |
| 8          | с 2009 года |

### Тип подвижного состава
| Тип              | Период      |
| ---------------- | ----------- |
| 81-717/714       | 1979—2013   |
| 81-717.5М/714.5М | 2009—2011   |
| 81-717.6/714.6   | 2009—2011   |
| 81-717.6К/714.6К | 2009—2012   |
| 81-760/761 «Ока» | с 2012 года |

## Средства сигнализации и связи
В качестве основного средства сигнализации используется система АЛС-АРС с нормально погашенными светофорами автоматического действия.
Напольное оборудование:
- участок «Третьяковская» — «Новогиреево»: АРС-ДАУ[комм. 2];
- участок «Новогиреево» — «Новокосино»: АРС-Днепр.

Поездное оборудование:
- Вагоны типа 81-717/714 — АРС-МП[комм. 3];
- Вагоны типа 81-760/761 «Ока» — БАРС (в составе системы «Витязь-2»).

На станции «Новогиреево» происходит смена систем АЛС-АРС, поэтому остановка на ней обязательна. В режиме АЛС-АРС проезд станции без остановки невозможен.
Места на линии средства сигнализации в виде автоблокировки, имеющей «привычные» показания, светофоры которых при её неиспользовании нормально погашены, включаются для возможности проезда подвижного состава с необорудованными/неисправными/нерабочими устройствами АЛС-АРС, поскольку сигнал «один синий огонь», включённый на светофорах полуавтоматического действия, согласно Инструкции по сигнализации (ИСИ), является для них запрещающим показанием:
- участок «Третьяковская» — «Новогиреево»: трёхзначная поперегонная автоматическая блокировка без автостопов и защитных участков;
- участок «Новогиреево» — «Новокосино»: двухзначная поперегонная автоматическая блокировка без автостопов и защитных участков.

На линии установлены линзовые светофоры. В 2007 году вместо ламп накаливания в них были установлены светодиодные излучатели ИСМПЛ. На участке «Новогиреево» — «Новокосино» светодиодные излучатели ИСМПЛ установлены изначально.

## Происшествия

#### Авария эскалаторов на станции «Авиамоторная» (1982)
17 февраля 1982 года на станции «Авиамоторная» в результате поломки эскалатора, вызванной конструктивными недоработками и неправильным обслуживанием, произошёл инцидент с человеческими жертвами.
Примерно в 16:30 из-за увеличения пассажиропотока эскалатор № 4 был включен на спуск. Около 17 часов лестничное полотно эскалатора, как потом оказалось, из-за отрыва цепей-тележек эскалатора от державшего их двигателя неожиданно стало ускоряться и всего за несколько секунд развило скорость, в 2—2,4 раза превосходящую номинальную. Люди, находящиеся на эскалаторе, не могли удержаться на ногах и падали, скатываясь вниз и загораживая собою выход с нижней площадки. Некоторые, спасаясь от падения, выпрыгивали на балюстрады эскалатора. Менее чем за две минуты почти все пассажиры эскалатора (около 100 человек) скатились вниз. В 17:10 вход на станцию был ограничен, в 17:35 перекрыт, а в 17:45 станция была полностью закрыта — поезда проследовали её без остановки.
Московские власти предпочли скрыть масштабы произошедшего; в СМИ не было практически никакой информации об аварии. В результате город оказался наводнен слухами. В частности, широко распространилась версия о том, что основное число погибших — это пассажиры, провалившиеся «под эскалаторы» и затянутые в механизмы.
Пластиковая обшивка балюстрады не была способна выдержать вес выпрыгнувших на неё людей, которые проваливались сквозь неё и получали ушибы от падения на бетонное основание эскалаторного тоннеля с двухметровой высоты (а не попадали в механизм, как нередко ошибочно считают, — под балюстрадой нет движущихся частей). Все из пострадавших, кто погиб на месте, скончались в результате давки на нижней площадке эскалатора.
Точное количество жертв — 8 погибших и 30 раненых — было оглашено только 9 месяцев спустя, на заседании Верховного Суда РСФСР.
В результате расследования выяснилось, что в декабре 1981 года на четырёх эскалаторах станции «Авиамоторная» были установлены рабочие тормоза новой системы, требующие настройки по новой специально разработанной инструкции. Однако мастер по эксплуатации эскалаторов станции В. П. Загвоздкин продолжал настраивать тормоза по старой привычной схеме, пренебрегая новой инструкцией. Таким образом, в течение трёх месяцев с момента установки тормозных систем по день катастрофы все четыре эскалатора станции эксплуатировались в аварийном режиме.
Непосредственной причиной аварии стал излом ступени № 96. Повреждённая ступень при прохождении нижней площадки эскалатора вызвала разрушение гребёнки, сработала защита и отключился электродвигатель. Включившийся электромагнитный рабочий тормоз смог развить необходимый тормозной момент гораздо позже установленного значения — тормозной путь составил более 11 метров. Механический же аварийный тормоз попросту не сработал, так как скорость полотна не достигла порогового значения, а электрической схемы контроля состояния рабочего тормоза в эскалаторах этой серии попросту не было.
Трагический опыт был учтён. С 12 по 28 мая 1982 года станция «Авиамоторная» была закрыта на ремонт и модифицирование эскалаторов. В дальнейшем, срочно, но без закрытия станций, были модифицированы все эскалаторы серии ЭТ на остальных станциях метрополитена — произведено усиление ступеней, модернизация тормозов, толщина листов облицовки балюстрад была увеличена с 3 до 8-10 мм.

#### Взрыв на станции «Третьяковская» (1998)
1 января 1998 года в вестибюле станции «Третьяковская» произошёл взрыв. Ранены три человека. Мощность безоболочного взрывного устройства составила 150 граммов в тротиловом эквиваленте. Сменный машинист, переходя по пешеходному мостику с одного состава на другой, обнаружил около ворот, которыми на ночь закрывается вход на станцию, небольшую сумочку. Открыв её, машинист увидел батарейки и провода. Он немедленно отнёс находку дежурной по перрону, после чего сел в состав и уехал по маршруту. Дежурная, положив сумочку на металлический ящик с огнетушителем на дальней части перрона, которая отгорожена от пассажирского зала, позвонила в милицию. В этот момент прозвучал взрыв. В результате взрыва разбиты стекла кабинки дежурной — она ранена осколками, а находившиеся рядом две уборщицы получили лёгкие травмы и нервный шок.

## В компьютерных играх
- Калининская линия присутствует в дополнении (моде) «Metrostroi Subway Simulator»[37] к игре «Garry's Mod» в Steam[38]. Линия функционирует в Steam Workshop (количество вагонов, по сравнению с реальностью, уменьшено до 5) и разработана «игроками-энтузиастами». Дополнение отличается от прочих компьютерных симуляторов поезда высокой реалистичностью и широкой кастомизацией каких-либо действий[39].
- Калининская линия (на 8 вагонов) есть в симуляторе для смартфонов «Subtransit Drive»[40], вышедшем на iOS 31 декабря 2022 года. Релиз на Android состоялся 1 марта 2023 года[41].